# Seiyu (entreprise)
Pour les articles homonymes, voir Seiyu (homonymie).
Seiyu GK (合同会社西友, Gōdō-gaisha Seiyū) est une entreprise de grande distribution japonaise fondée en 1965.

## Histoire
Le géant américain Walmart a commencé son acquisition en 2002 et en possède aujourd'hui 100 %.
En juillet 2018, le Nikkei annonce que Walmart a décidé de vendre Seiyu et a pris contact avec des distributeurs et des fonds de capital investissement à cette fin.
En novembre 2020, Walmart annonce la vente d'une participation de 85 % dans sa filiale japonaise Seiyu, au fonds d'investissement KKR et à Rakuten, valorisant Seiyu à 1,6 milliard de dollars.